# ACM City One
ACM City One – elektryczny samochód osobowy klasy miejskiej wyprodukowany pod niemiecką marką ACM w 2021 roku.

## Historia i opis modelu

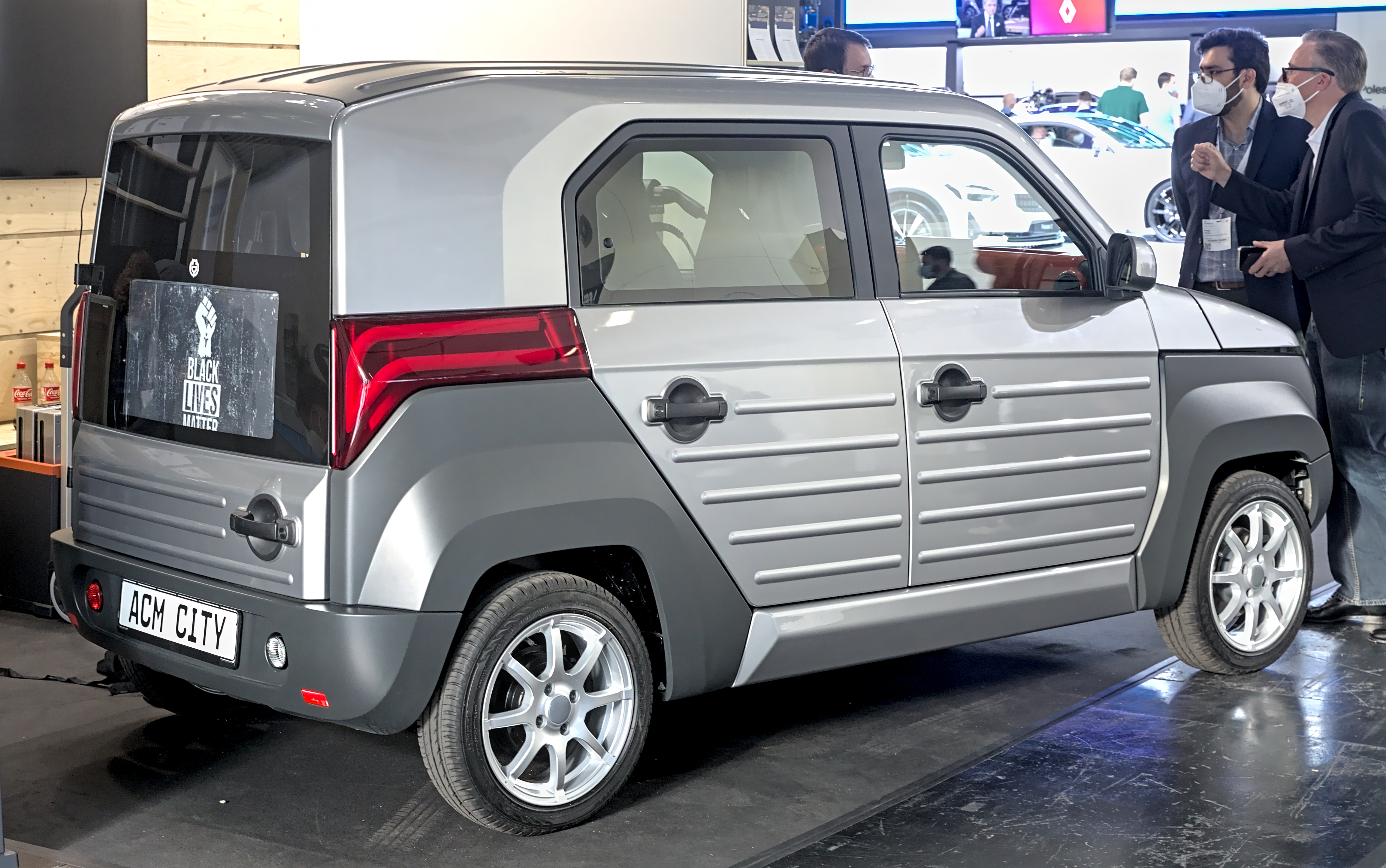
ACM City One - tył

W październiku 2020 roku niemiecki startup Adaptive City Mobility wyłonił ostateczny projekt swojego pierwszego produkcyjnego samochodu w postaci małego, 5-drzwiowego hatchbacka ACM City One. Finalny samochód został przedstawiony w lipcu 2021 roku, będąc projektem niemieckiego stylisty Petera Naumanna, wyróżniając się surowym wzornictwem łączącym szare i srebrne panele z tworzywa sztucznego. Drzwi pokryły charakterystyczne wytłoczenia, z kolei pas przedni w centralnym punkcie wyróżniła wtyczka do ładowania przykryta pomrańczową klapką.
ACM City One umożliwia na przetransportowanie do 4 pasażerów, a także na modyfikowanie kabiny pasażerskiej w razie potrzeby przewiezienia większej ilości bagażu. W tym celu można złożyć tylną kanapę, która pozwala pomieścić do 1450 litrów umieszczanego za pomocą skrzydłowej, jednoczęściowej klapy bagażnika.

### Sprzedaż
Początek produkcji ACM City One miał rozpocząć się w 2023 roku, kiedy to też producent zakładał rozpoczęcie dostaw pierwszych egzemplarzy do klientów. Cena pojazdu na rynkach azjatyckich miała  wynosić ok. 10 tysięcy euro za najtańszy model, z kolei na rynkach europejskich miało być to ok. 12 tysięcy euro. Bankructwo startupu w 2022 uniemożliwiło realizację tych planów.

### Dane techniczne
Napęd ACM City One współtworzą cztery zestawy baterii o pojemności po 2,5 kWh każda, łącznie rozwijając moc 10 kWh. Pozwala to na przejechanie do 240 kilometrów w warunkach miejskich, wydłużając zasięg dwukrotnie dzięki możliwości szybkiej wymiany baterii na naładowane. Ładowanie do pełna trwa 5 godzin przy ładowarce miejskiej i do 8 godzin w domowej.